# Michal Krištof
Michal Krištof (* 1986 Kláštor pod Znievom) je slovenský architekt a spoluzakladatel ateliéru CHYBIK + KRISTOF.

## Život
Vystudoval architekturu na Vysokém učení technickém v Brně, absolvoval studijní stáž na Saint-Lucas Architectuur v Gentu a to v Belgii. Po studiích pracoval v dánském ateliéru Bjarke Ingels Group – BIG v Kodani, kde se podílel např. na projektu Shenzhen International Energy Mansion v Číně nebo Danish National Maritime Museum v Helsingoru. V roce 2016 jej časopis Forbes zařadil na seznam „30 pod 30“. Architektonický ateliér, který od roku 2010 vede spolu s Ondřejem Chybíkem, získal několik ocenění, např. v roce 2019 Vanguard Award časopisu Architectural Record.